# 286 Dywizja Piechoty (III Rzesza)
286 Dywizja Piechoty (niem. 286. Infanterie-Division) – niemiecka dywizja z czasów II wojny światowej, sformowana w Kłajpedzie na mocy rozkazu z 17 grudnia 1944 roku, w poza falą mobilizacyjną przez VIII Okręg Wojskowy.

## Struktura organizacyjna
- Struktura organizacyjna w grudniu 1944 roku:

926., 927. i 931. pułk grenadierów, 286. pułk artylerii, 286. batalion pionierów, 286. oddział łączności, 286. polowy batalion zapasowy;
- Struktura organizacyjna w styczniu 1945 roku:

927. i 931. pułk grenadierów, 286. pułk artylerii, 286. batalion pionierów, 286. oddział łączności, 286. polowy batalion zapasowy;

## Dowódcy dywizji
- Generalleutnant Friedrich – Georg Eberhardt 17 XII 1944 – 26 XII 1944;
- Generalleutnant Wilhelm Thomas 26 XII 1944 – 26 I 1945;
- Oberst Willi Schmidt 26 I 1945 – 31 I 1945;
- Generalmajor Emmo von Roden 31 I 1945 – 8 V 1945;